# 星野利元
星野 利元 （日语：／ Hoshino Toshimoto，1892年5月5日—1978年8月21日），日本陸軍軍人，陆军中将。

## 经历
生于新潟县，星野三太郎之子。1913年（大正2年）5月，毕业于陆军士官学校（25期）。同年12月，以陆军步兵少尉衔任步兵18连队附。1922年（大正11年）12月14日入陆军大学校学习。1925年（大正14年）11月27日，毕业于陆军大学校（37期）。1927年（昭和2年）7月，任陸軍步兵學校教官、陆大教官。1935年12月1日，任战车第1联队附。1936年（昭和11年）12月1日，任陆军步兵学校研究部主事。翌年8月2日，就任战车第5联队联队长。1939年（昭和14年）8月1日，晋升为陆军少将。10月2日，任教育总监部第2部部长。1941年（昭和16年）4月10日，任陆军公主岭战车学校校长。1942年（昭和17年）8月1日，晋升为陆军中将。同年9月1日，任战车第1师团师团长。1945年（昭和20年）3月15日，战车第1师团奉命从中国东北调回日本。6月15日，就任第50军司令官于青森县准备“本土决战”。9月就任俘虏关系调查部部长，转入预备役。

## 亲属
- 兄 星野庄太郎 （陆军中将）